# Millemila
Millemila è un singolo della cantante italiana Hu, pubblicato il 22 ottobre 2021 come primo estratto dal primo album in studio Numeri primi per l'etichetta Warner Music.